# Ла-Мот-Серволе (кантон)
Ла-Мот-Серволе (фр. La Motte-Servolex) — кантон во Франции, департамент Савойя, регион Рона — Альпы, округ Шамбери. INSEE код кантона — 7312. Кантон был образован в 1860 году.

## История
Кантон был образован в 1860 году. С 1973 года в него входили 4 коммуны — Бурдо, Ла-Шапель-дю-Мон-дю-Ша, Ле-Бурже-дю-Лак, Ла-Мот-Серволе. По закону от 17 мая 2013 и декрету от 14 февраля 2014 года количество кантонов в департаменте Савойя уменьшилось с 37 до 19. Новое территориальное деление департаментов на кантоны вступило в силу во время выборов 2015 года. Таким образом, к кантону Ла-Мот-Серволе 22 марта 2015 года были присоединены 4 коммуны кантона Экс-ле-Бен-Сюд (Друметта-Кларафон, Мери, Воглан, Вивье-дю-Лак).

## Население
Согласно переписи 2012 года (считается население коммун, которые в 2015 году были включены в кантон) население Ла-Мот-Серволе составляло 24 659 человека. Из них 24,4 % были младше 20 лет, 15,2 % — старше 65. 30,6 % имеет высшее образование. Безработица — 7,8 %. Активное население (старше 15 лет) — 12 275.

## Экономика
Распределение населения по сферам занятости: 0,6 % — сельскохозяйственные работники, 6,8 % — ремесленники, торговцы, руководители предприятий, 18,4 % — работники интеллектуальной сферы, 31,2 % — работники социальной сферы, 26,0 % — государственные служащие и 17,0 % — рабочие.

## Коммуны кантона
C 2015 года в кантон входят 8 коммун, из них главной коммуной является Ла-Мот-Серволе.
| Коммуна                | Название по-французски      | Население, чел. (2012) | Площадь | Код INSEE |
| ---------------------- | --------------------------- | ---------------------- | ------- | --------- |
| Бурдо                  | Bourdeau                    | 562                    | 4,83    | 73050     |
| Ле-Бурже-дю-Лак        | Le Bourget-du-Lac           | 4489                   | 20,05   | 73051     |
| Ла-Шапель-дю-Мон-дю-Ша | La Chapelle-du-Mont-du-Chat | 250                    | 7,08    | 73076     |
| Друметта-Кларафон      | Drumettaz-Clarafond         | 2503                   | 11,38   | 73103     |
| Мери                   | Méry                        | 1539                   | 9,07    | 73155     |
| Ла-Мот-Серволе         | La Motte-Servolex           | 11 452                 | 29,85   | 73179     |
| Вивье-дю-Лак           | Viviers-du-Lac              | 2140                   | 3,94    | 73328     |
| Воглан                 | Voglans                     | 1724                   | 4,62    | 73329     |

## Политика
| Мандат | Мандат | Представитель      |  | Партия              |
| ------ | ------ | ------------------ |  | ------------------- |
| 1878   | 1879   | Феликс Форе        |  |                     |
| 1879   | 1890   | Николя Парен       |  | левый республиканец |
| 1890   | 1901   | Жозеф Баль         |  | республиканец       |
| 1901   | 1905   | Виктор Роше        |  | рад.                |
| 1890   | 1901   | Жозеф Баль         |  | республиканец       |
| 1901   | 1905   | Виктор Роше        |  | рад.                |
| 1905   | 1911   | Клод Шомбон        |  | рад.                |
| 1911   | 1925   | Амбер Ришар        |  | URD                 |
| 1925   | 1937   | Луи Шампенуа       |  | рад.                |
| 1937   | 1951   | Пьер де ла Гонтри  |  | рад.                |
| 1951   | 1958   | М. Бизе            |  | беспартийный правый |
| 1958   | 1965   | Жан Кабо           |  | беспартийный правый |
| 1965   | 1976   | Жак Ошар           |  | беспартийный правый |
| 1976   | 1982   | Пьер Бенатар       |  | СП                  |
| 1982   | 1994   | Жак Ошар           |  | СФД                 |
| 1994   | 2001   | Жан Жермэн         |  | СФД                 |
| 2001   | 2008   | Жан-Ноэль Порпийон |  | беспартийные левые  |
| 2008   | 2015   | Жан-Пьер Виаль     |  | СНД                 |

Согласно закону от 17 мая 2013 года избиратели каждого кантона в ходе выборов выбирают двух членов генерального совета департамента разного пола. Они избираются на 6 лет большинством голосов по результату одного или двух туров выборов.
В первом туре кантональных выборов 22 марта 2015 года в Ла-Мот-Серволе баллотировались 4 пары кандидатов (явка составила 45,90 %). Во втором туре 29 марта, Люк Берту и Натали Фонтен были избраны с поддержкой 74,32 % на 2015—2021 годы. Явка на выборы составила 48,04 %.
| Мандат | Мандат | Кандидаты                       |                | Партия             | Первый тур | Первый тур     | Второй тур | Второй тур |
| Мандат | Мандат | Кандидаты                       | Кол-во голосов | Партия             | % голосов  | Кол-во голосов | % голосов  |            |
| ------ | ------ | ------------------------------- | -------------- | ------------------ | ---------- | -------------- | ---------- | ---------- |
| 2015   | 2021   | Люк Берту и Натали Фонтен       |                | Республиканцы      | 4205       | 45,18          | 6215       | 74,32      |
| 2015   | 2021   | Анн Фо-Жирар и Жан-Батист Пелен |                | Национальный фронт | 2210       | 23,74          | 2147       | 25,68      |
| 2015   | 2021   | Даниель Бо-Спесер и Жерар Перье |                | беспартийные левые | 2196       | 23,59          | —          | —          |
| 2015   | 2021   | Мишель Орди и Патрисия Мутар    |                | левый фронт        | 697        | 7,49           | —          | —          |